# Bradley White (acteur)
Bradley White (Augusta (Georgia)) is een Amerikaans acteur, filmproducent en scenarioschrijver.

## Biografie
White heeft gestudeerd aan de Carnegie Mellon University in Pittsburgh.
White begon in 1986 met acteren in televisieserie The Facts of Life. Hierna heeft hij nog meerdere rollen gespeeld in televisieseries en films zoals Mad About You (1996), The Object of My Affection (1998), Pay It Forward (2000), Charlotte's Web (2006) en Au Pair 3: Adventure in Paradise (2009).
White is ook actief als filmproducent en scenarioschrijver, in deze functie heeft hij in 2000 de film Maze gemaakt en in 2001 was hij als filmproducent verantwoordelijk voor de film Sam the Man.
White is getrouwd en heeft twee kinderen.

## Filmografie

### Films
Uitgezonderd korte films.
- 2021 Pooling to Paradise - als Peter
- 2015 Weight - als Ben
- 2012 Bad Parents – als Jeff
- 2009 Au Pair 3: Adventure in Paradise – als Walter Hausen
- 2009 2B – als Adrian
- 2006 Charlotte's Web – als schapen kudde (stem)
- 2004 Bad Apple – als Ivers
- 2000 Pay It Forward – als Jordan
- 2000 The Only Living Boy in New York – als Evan
- 1999 30 Days – als Tad Star
- 1998 The Object of My Affection – als Stephen Saint
- 1993 The Night We Never Met – als Todd

### Televisieseries
Uitgezonderd eenmalige gastrollen.
- 2007 – 2008 Law & Order – als Mike Jeffers – 2 afl.
- 2005 – 2006 Jake in Progress – als Peter Beth – 2 afl.
- 2002 Leap of Faith – als David – 2 afl.
- 1999 The Jersey – als Jimmy - ? afl.
- 1998 House Rules – als Thomas Riley – 7 afl.
- 1996 Mad About You – als Doug Berkus – 6 afl.